# Pauline d'Orange-Nassau
Pauline d’Orange-Nassau, née le 1er mars 1800 à Berlin et morte le 22 décembre 1806 à Bad Freienwalde est une princesse de la maison d'Orange-Nassau.

## Biographie
Pauline d’Orange-Nassau est née à Berlin en marche de Brandebourg alors que ses parents se trouvaient en exil des Pays-Bas occupés par la France de Bonaparte. Elle est la quatrième enfant et première fille du roi Guillaume Ier des Pays-Bas et de la princesse Wilhelmine de Prusse. Elle a deux frères, le futur roi Guillaume II des Pays-Bas et le prince Frédéric d'Orange-Nassau. Ses parents ont eu aussi un enfant mort-né en 1795. En août 1806, ses parents ont à nouveau un enfant mort-né. Pauline décède 4 mois plus tard à l’âge de 6 ans, à Bad Freienwalde. Sa plus jeune sœur Marianne naît 4 ans plus tard en 1810.
En 1911, il est constaté que la tombe de Pauline est mal entretenue et négligée. Le ministre allemand des Affaires étrangères Walther Rathenau en informe la reine Wilhelmine des Pays-Bas et il est décidé du transfert du corps de Pauline dans la crypte royale de la maison d’Orange-Nassau dans la Nouvelle Église de Delft .